# Порта Теналя
Порта Теналя (на италиански: Tenaglia, букв. Порта „Клещи“) е бивша порта на старата Испанска стена на Милано, Италия, а днес името носи и жилищният квартал край нея.
Името идва от клещоподобната форма на портата, обхващала северозападната част на замъка на Сфорците. Тя е построена по проект на архитекта Чезаре Чезариано за защита на замъка през 1521 г. Става ненужна обаче още през 1571 г. и е срината, след като Алфонсо Фонсека избира да защити замъка с разширение на крепостния ров. Функцията на градска порта преминава към Порта Семпионе в началото на XIX век.
Днес наименованието „Порта Теналя“ се използва за обозначаване на квартала около мястото, където е стояла преди това, както и на едноименна улица. Този квартал включва площад „Бианкамано“ и част от парк „“ в зона 1 – историческия център на града. 
|  | Тази страница частично или изцяло представлява превод на страницата Porta Tenaglia в Уикипедия на английски. Оригиналният текст, както и този превод, са защитени от Лиценза „Криейтив Комънс – Признание – Споделяне на споделеното“, а за съдържание, създадено преди юни 2009 година – от Лиценза за свободна документация на ГНУ. Прегледайте историята на редакциите на оригиналната страница, както и на преводната страница, за да видите списъка на съавторите. ВАЖНО: Този шаблон се отнася единствено до авторските права върху съдържанието на статията. Добавянето му не отменя изискването да се посочват конкретни източници на твърденията, които да бъдат благонадеждни. |